# فرودگاه تک‌بانده استولمانس ایلند
فرودگاه تک‌بانده استولمانس ایلند (به انگلیسی: Stoelmans Eiland Airstrip) یک فرودگاه همگانی با کد یاتا SMZ است . این فرودگاه در کشور سورینام قرار دارد .